# Heidi Bauer-Bung
Heidi Bauer-Bung (* 31. Mai 1926 als Heidi Bung in Villingen; † 1. Oktober 2022 in Kirchzarten) war eine deutsche Pianistin und Professorin der Hochschule für Musik, Theater und Medien Hannover.

## Leben und Ausbildung
Heidi Bung erhielt mit fünf Jahren ihren ersten Klavierunterricht. 
1944 begann sie ein Schulmusikstudium an dem wiedereröffneten Vorläufer der 1946 endgültig neu eröffneten Staatliche Hochschule für Musik Trossingen. Nach zwei Semestern wechselte sie in die Instrumentalausbildung und legte ihre Privatmusiklehrerprüfung ab. 
Im Folgenden studierte sie Klavier an der Hochschule für Musik und Darstellende Kunst Stuttgart bei Jürgen Uhde und später jahrelang beim Klavierpädagogen Wladimir Horbowski.
Im Studium lernte sie ihren Mann Kurt Bauer kennen, mit dem sie drei Kinder bekam. 1970 wechselte Kurt Bauer als Dozent vom Meistersinger-Konservatorium in Nürnberg an die Musikhochschule Hannover, der heutigen Hochschule für Musik, Theater und Medien Hannover, woraufhin die Familie nach Hannover zog. Gemeinsam mit Kurt Bauer gründete sie das Klavierduo „Kurt Bauer und Heidi Bung“.
1971 begann Heidi Bauer-Bung eine Lehrtätigkeit an der Hochschule für Musik, Theater und Medien Hannover für Klavier im Haupt- und Nebenfach. 1979 wurde sie zur Professorin für Klavier ernannt.
1990 zogen Heidi Bauer-Bung und Kurt Bauer zurück in die Nähe von Freiburg und gaben die Konzerttätigkeit allmählich auf.

## Schaffen
Heidi Bauer-Bung und Kurt Bauer wurden als „Klavierduo Bauer-Bung“ international bekannt. Sie reisten häufig mit ihrem eigenen Doppelflügel von Pleyel und spielten parallel zu ihren Lehrtätigkeiten und der Familie in den 1970er Jahren bis zu 50 Konzerte jährlich. Zudem spielten sie Rundfunkaufnahmen und Schallplatten ein. In der Kategorie „Duo“ wurden Bauer-Bung im Metzler Musiklexikon erwähnt.
1955 war das Klavierduo Preisträger des Internationalen Musikwettbewerbs der ARD.

## Diskographie (Auswahl)
- Musik für zwei Klaviere, Schumann · Chopin · Saint-Saens, Deutsche Grammophon, 1959
- F. Chopin, Rondeau für 2 Klaviere in C, op. 73; in: Chopin Complete Edition, Deutsche Grammophon, 1991
- W. A. Mozart, Konzert für 3 Klaviere in f-Moll, KV 242, Fassung für 2 Klaviere und Orchester mit dem Radio-Sinfonieorchester Stuttgart unter Hans Müller-Kray, 1958
- Musique pour deux pianos, in der Reihe Musique Classique, BnF collection, 1959